# Miss Tick
Pour les articles ayant des titres homophones, voir Miss.Tic et Mystique.
Miss Tick (Magica De Spell en anglais) est un personnage de fiction de l'univers des canards, créé en 1961 par Carl Barks pour les studios Disney.
Le personnage a servi sous la plume de nombreux dessinateurs autant américains qu'européens. Elle figure parmi les méchants des séries animées La Bande à Picsou de 1987 et 2017 aux côtés des Rapetou et d'Archibald Gripsou.

## Historique

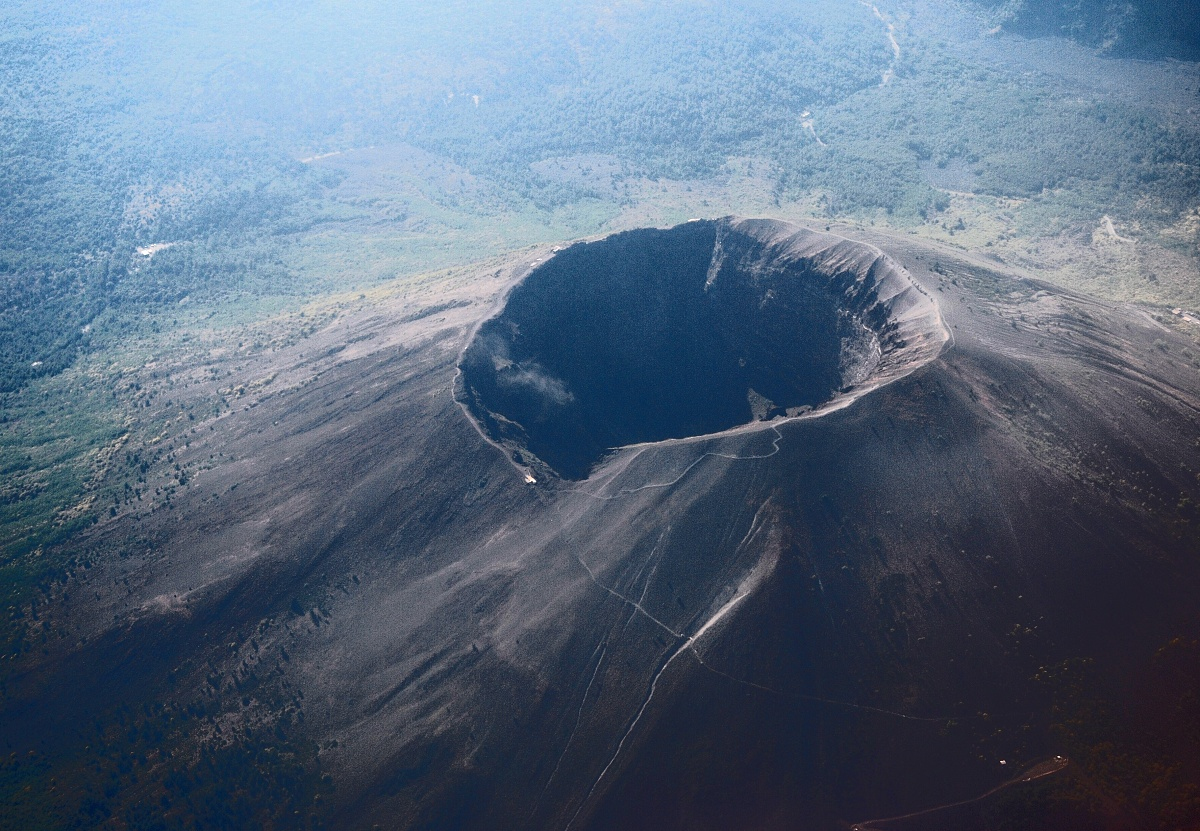
Vue aérienne du Vésuve.

Cette sorcière italienne apparaît pour la première fois dans La Sorcière du Vésuve (The Midas Touch). Elle vit habituellement près de Naples sur les flancs du Vésuve. Mais dans certaines histoires, il arrive qu'elle habite dans un château médiéval non authentique (reconstitué à la manière d'un château des parcs à thème Disney). Dès ses débuts, Miss Tick affiche sa volonté : faire fortune par tous les moyens à l'aide de la magie noire.
Dans La Sorcière du Vésuve, elle achète des pièces touchées par des millionnaires qui, selon elle, possèdent un pouvoir spécial qui la rendra riche. Elle a donc l'intention de fondre l'ensemble de ces pièces dans le feu sulfureux du Vésuve pour en faire une super-amulette qui lui donnera le pouvoir de Midas, soit de transformer tout ce qu'elle touche en or. Picsou se moquera d'elle et accepte de lui vendre une pièce. Mais il va vite se rendre compte qu'il vient de commettre une erreur. En effet, c'est son sou-fétiche qu'il vient de donner à la sorcière. Picsou se précipite vers cette dernière pour pouvoir récupérer son sou en échange d'une autre pièce. Quand elle apprend qu'elle a eu le sou-fétiche de Picsou entre les mains, la sorcière n'a plus qu'une envie : le récupérer par tous les moyens. Le premier sou acquis par le « canard le plus riche du monde » à Glasgow en 1877 doit en effet lui permettre de fondre une amulette très puissante qui lui apportera la fortune. Elle va par la suite, dans plusieurs aventures, essayer de s'emparer du sou par tous les moyens et en utilisant toutes les astuces apprises dans son grimoire. Mais Balthazar Picsou, sentimentalement attaché à son sou-fétiche, première pièce de son immense empire (et peut-être aussi un peu superstitieux), lutte pour le conserver,.

## Inspirations
Carl Barks avait déclaré dans une interview de 1994 que dans la plupart des histoires de Disney, il y avait des sorcières. Il était donc logique d'en inclure une dans le monde des canards. Mais il voulait éviter les stéréotypes de la sorcière traditionnelle : vieille, laide avec un nez crochu. Il préfère opter pour une femme séduisante avec de longs cils et des cheveux noirs. Dans son interview, Carl Barks a confirmé s'être inspiré de l'actrice italienne Sophia Loren. Pour les cheveux noirs, il s'est également inspiré de Morticia de La Famille Addams.
Par ailleurs, dans l'histoire La Sorcière du Vésuve, à un moment, pour tromper Picsou, Miss Tick se déguise en une célèbre actrice nommée Gina Brigidaloula (Gina Luluduckita en VO), ce qui fait référence à une autre actrice italienne, Gina Lollobrigida.

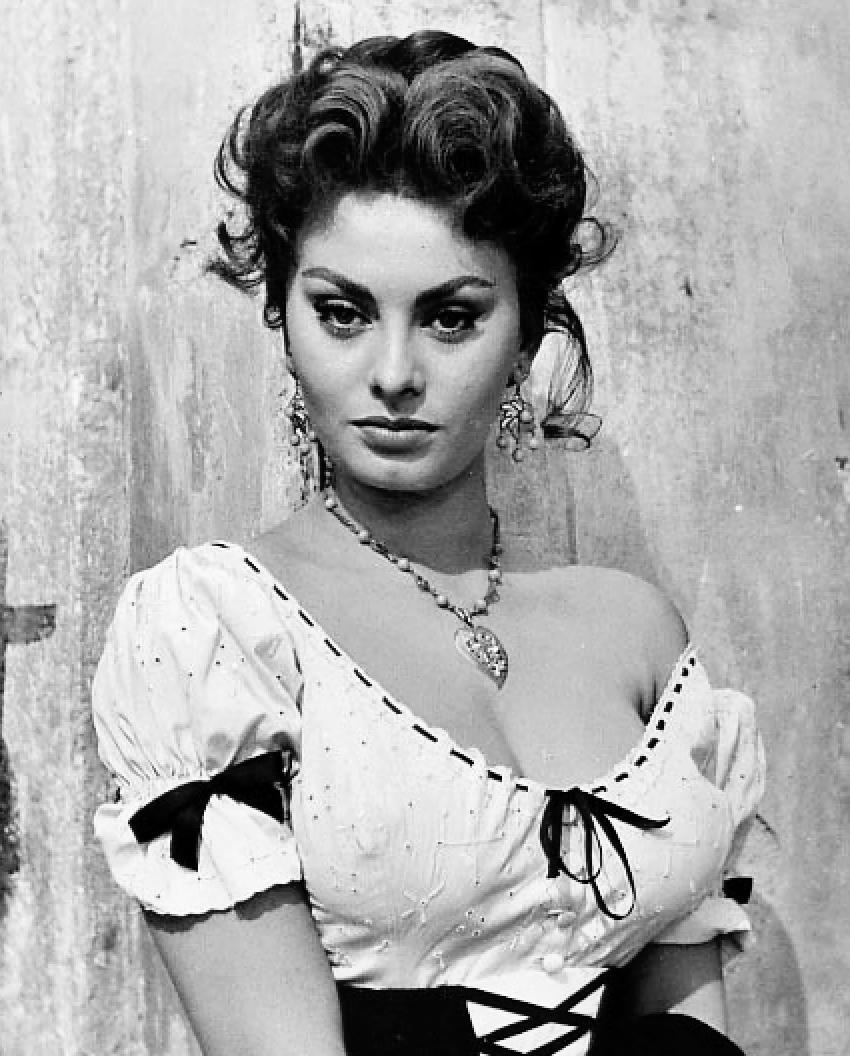
Sophia Loren en 1955.
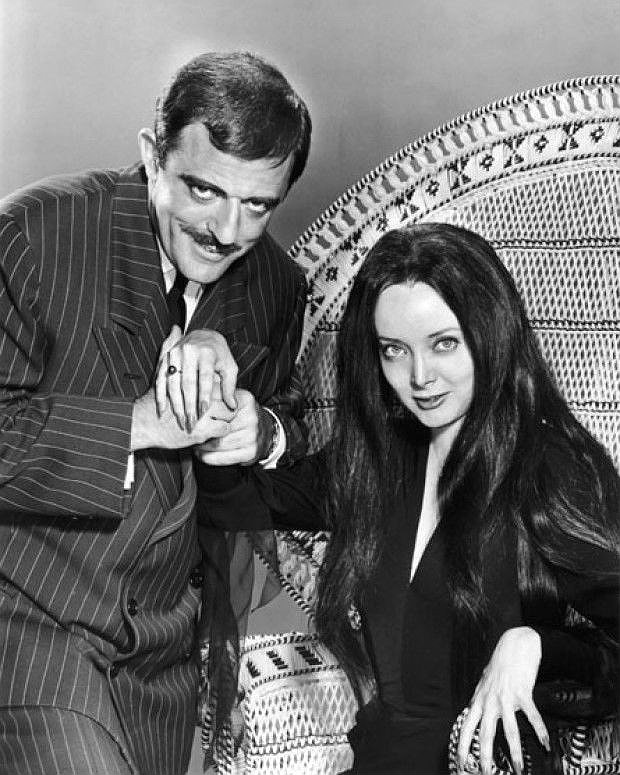
Morticia Addams et son époux.
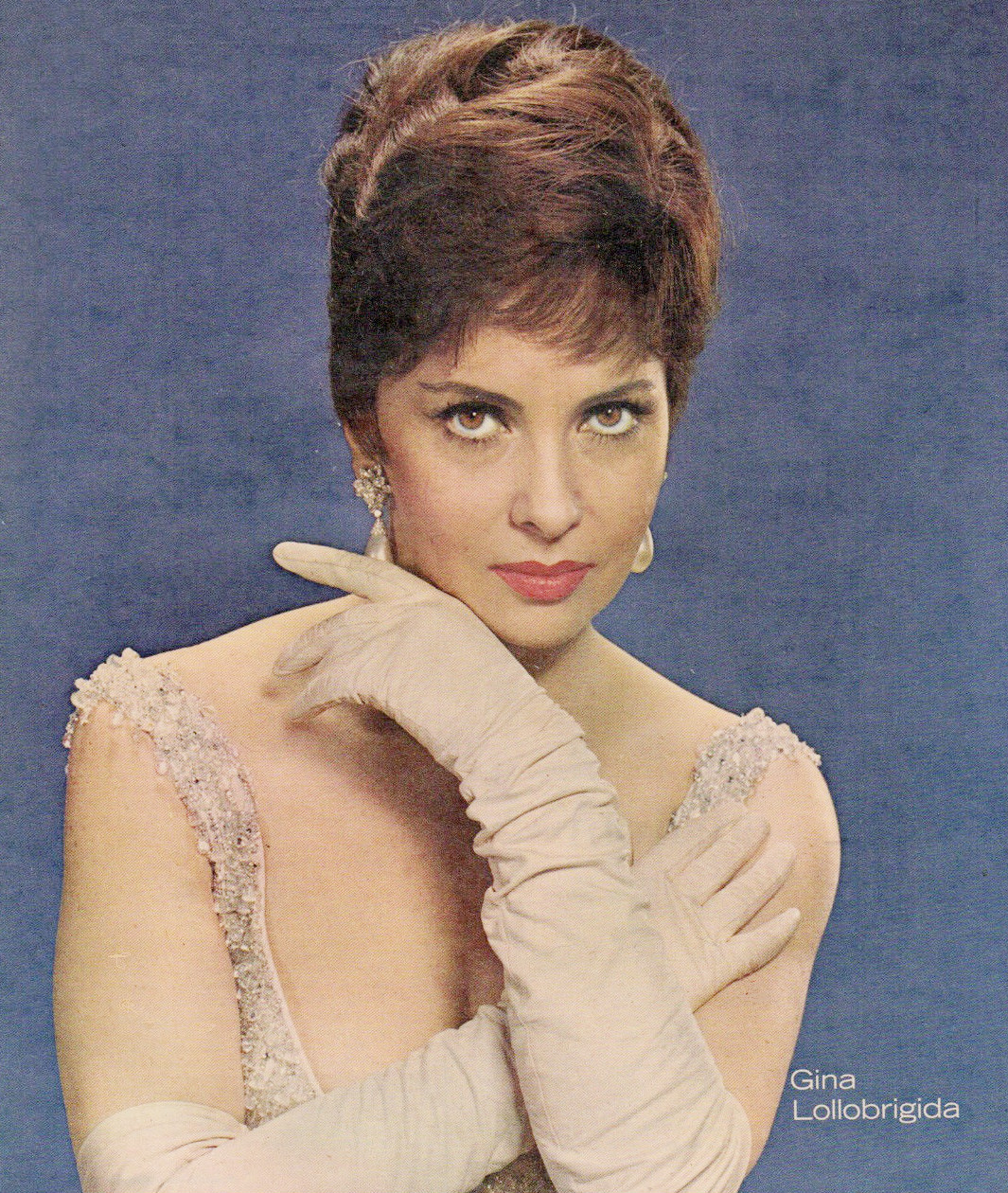
Gina Lollobrigida en 1963.

## Entourage

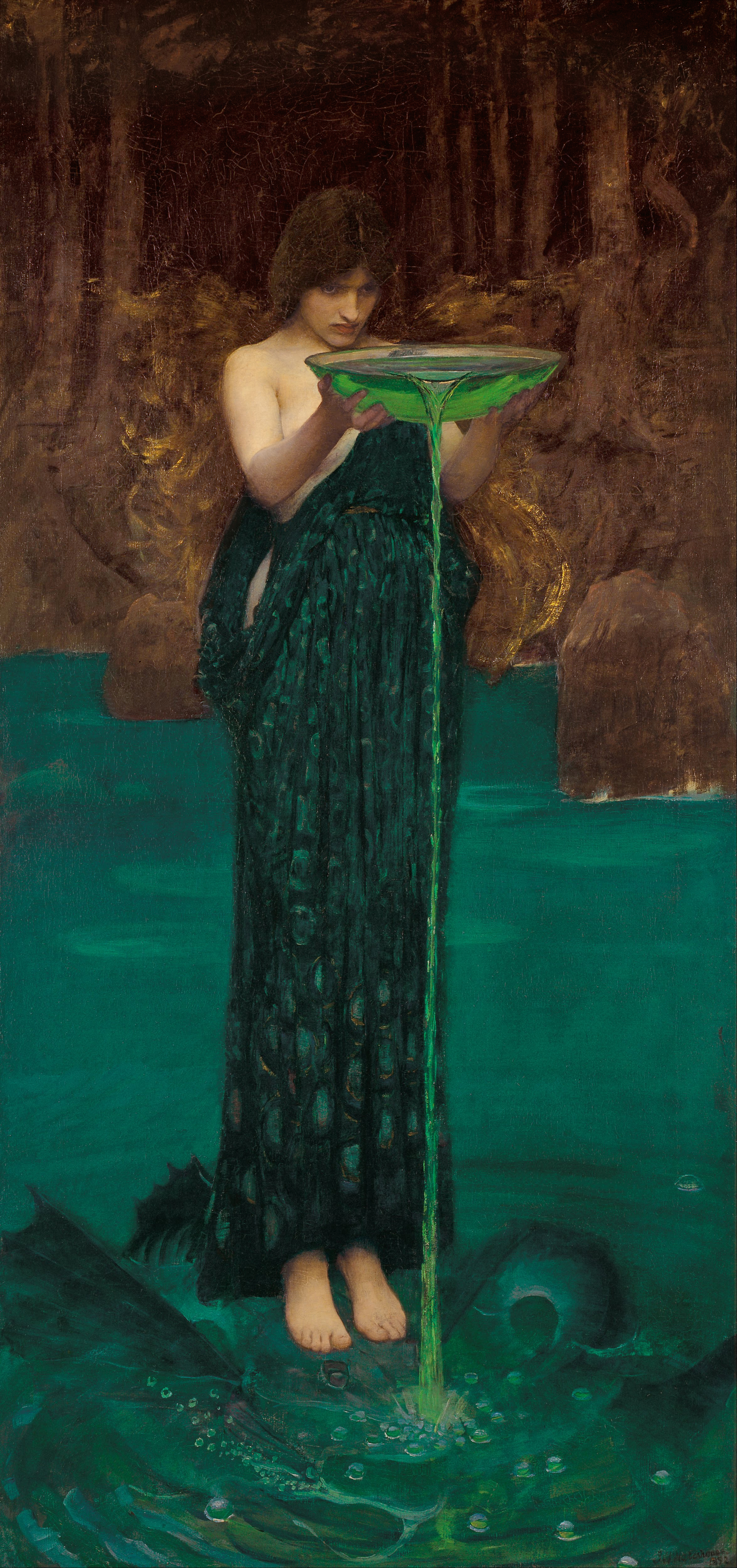
Circe invidiosa. La magicienne grecque Circé représentée dans une toile préraphaélite de John William Waterhouse, 1892.

Suivant les histoires, elle est dotée de diverses relations et parents. L'une des ancêtres les plus connues de Miss Tick est la légendaire magicienne Circé. Leurs liens de parenté est confirmé dans l'histoire L'Excentrique Odyssée... Sous le signe de Circé (Oddball Odyssey) de Carl Barks où Miss Tick perce les secrets de son ancêtre et trouve ses "outils de travail" qu'elle utilisera dans ses aventures ultérieures. Dans Ruineuse ruine (Be it Ever so Humble), Miss Tick possède une arrière-arrière-arrière-grand-tante, Morgana Tick (Morgana De Spell en VO), ayant déjà combattu contre un ancêtre de Picsou. Elle a également une grand-mère, Mamie Balai (Granny De Spell en VO), grande amie de Madame Mim, et étant l'une des plus puissante sorcière ayant jamais existé. Une autre ancêtre, Fantasma Tick, fut à l'origine des « bombes à plof » que Miss Tick utilise souvent.
Miss Tick est dotée d'une nièce du nom de Minime (Minima De Spell en VO) qui apparaît pour la première fois dans la bande dessinée Zaza et Minima (Dime After Dime) de 1991 dérivée de la série La Bande à Picsou de 1987. Minime est une vraie peste menant la vie dure au corbeau de sa tante, Algorab, victime de ses farces. Dans le reboot de 2017 de la série, une nouvelle nièce, du nom de Lena, lui est attribuée. Tout comme Minime, Lena se lie d'amitié avec Zaza. Dans l'épisode 23 de la saison 1 La Guerre des ombres ! (The Shadow War!), on apprend qu'elle est un être magique manipulée par sa tante et créée à partir de l'ombre de cette dernière. Elle finit par se rebeller et se libère de son emprise. De plus, dans certaines histoires italiennes, Miss Tick a également une cousine adolescente nommée Matilda qui a travaillé pour elle en tant qu'apprentie.
Elle est parfois accompagnée dans ses histoires d'une autre sorcière Disney bien connue, Madame Mim. Dans ces mêmes récits on peut aussi trouver Séraphin et Séraphine Sorcerette (Warlock et Witch Child en VO),, les gentils enfants d'une amie de Miss Tick qui cherchent à déjouer ses plans. À partir de l'histoire danoise Un amour d'Halloween gluant ! de 2010, on lui confie également des sœurs jumelles du nom de Hocus et Pocus,. Elles appellent Miss Tick « Tante » et l'aide à dérober le sou fétiche de Picsou. Elle possède également un apprenti très maladroit du nom de Samson Net (Samson Hex),.

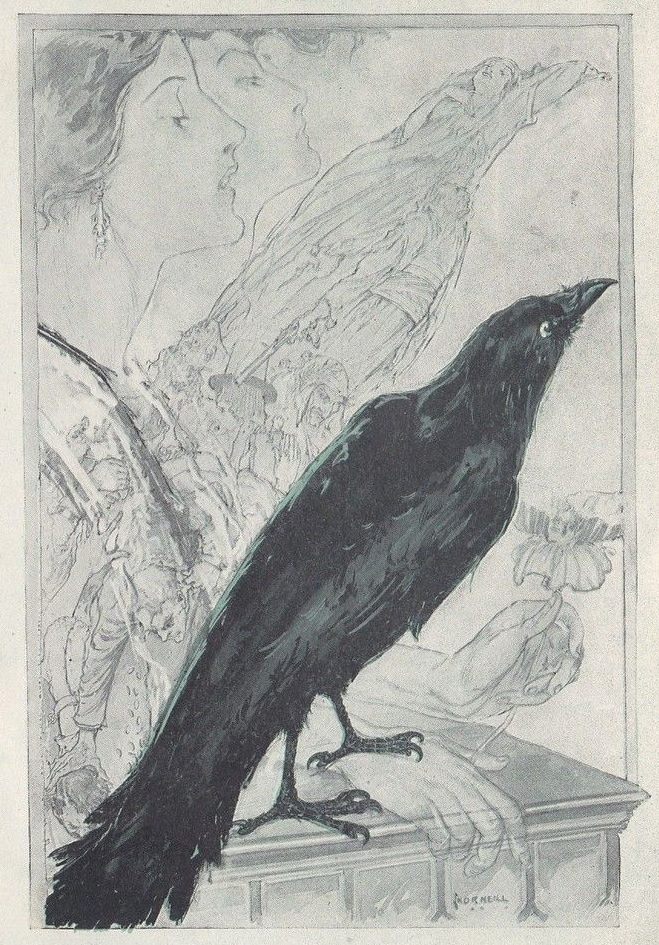
Illustration de John R. Neill pour Le Corbeau, poème de l'écrivain américain Edgar Allan Poe.

Par ailleurs, Miss Tick est presque toujours accompagnée par un ou plusieurs corbeaux dont Algorab (Ratface en VO) est le plus connu,. Dans La Bande à Picsou de 1987, elle a un autre corbeau du nom de Poe, qui est en réalité son frère transformé accidentellement en volatile. Ce personnage est également visible dans La Bande à Picsou de 2017 sous une forme assez différente. Cette version de Poe n'apparait qu'au court d'un flashback lors de l'épisode La vie et les crimes de Picsou (The Life and Crimes of Scrooge McDuck!) où il est montré comme le frère jumeau de Miss Tick. Tout comme sa version de 1987, il sera transformé en corbeau par erreur.

## Apparitions

### Bandes dessinées
Miss Tick est une ennemie récurrente des aventures de Picsou, si bien que de nombreuses histoires la font apparaître. D'après la base INDUCKS, elle figure dans plus de 1700 histoires différentes, dont un peu plus de 660 ont été publiées en France (en octobre 2022).
- Dans ces histoires, elle se présente généralement comme l'ennemie de Picsou, mais elle est parfois l’héroïne de petites historiettes, comme dans la série de gags en une page Tele Magia scénarisé par Bruno Sarda (avec Massimo Asaro ou Michela Frare au dessin)[34],[35].

- Elle est également le personnage principal dans trois histoires italiennes des scénaristes Francesco Artibani et Lello Arena et du dessinateur Giorgio Cavazzano débutant avec l'histoire Amelia e la pietra pantarba, publiée en 1995[36]. Dans ces histoires, elle essaie de dérober le sou fétiche de Picsou avec l'aide de Mamie Balaie, Minime et Rosolio[37], un jars anthropomorphe prestidigitateur amoureux de la sorcière même si ce n'est pas réciproque.

- On notera aussi une présence exceptionnelle du personnage dans les histoires de Myster Mask (Darkwing Duck) : The Duck Knight Returns[38] et Crisis on Infinite Darkwings[39] publiée aux États-Unis par Boom! Studios. La première fut publiée en France dans le numéro 187 de Super Picsou Géant sous le nom de Le retour du justicier masqué..., la deuxième ne connaît pas d'édition française.

- Sa jeunesse est racontée dans l'histoire danoise Il était une sorcière (Der var engang en troldkvinde)[40] publiée en 2021, elle est scénarisée par Maya Åstrup et dessinée par Giorgio Cavazzano. Cette histoire raconte comment Miss Tick est devenue sorcière et les origines de son objectif de vouloir obtenir le pouvoir du touché de Midas qui l’emmènera à Picsou.

### Dessins animés

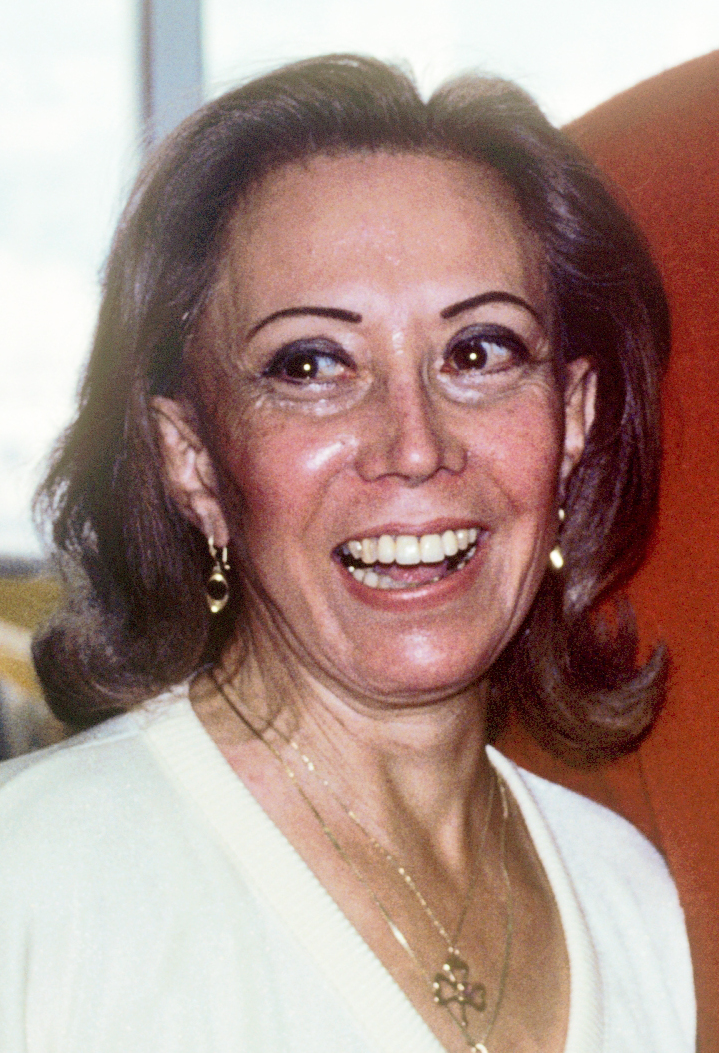
June Foray double Miss Tick dans La Bande à Picsou.

Miss Tick apparaît tout d'abord dans la série animée La Bande à Picsou de 1987. On peut voir la sorcière dans plusieurs épisodes : parfois associée aux Rapetou, elle est toujours à la recherche du sou-fétiche de Picsou. En récupérant le sou, elle pense acquérir les pouvoirs nécessaires pour rendre la forme d'origine à son frère Poe, transformé en corbeau par erreur. Dans cette série, elle est doublée par June Foray en version originale et par Claude Chantal en version française.
Miss Tick revient dans le reboot de 2017 de la série, mais dans une version différente. Elle fait sa première apparition dans l'épisode 4 de la saison 1 Un anniversaire chez les Rapetou (The Beagle Birthday Massacre!) où elle n'est visible que sous la forme d'une ombre. Elle est vue en chair et en os pour la première fois dans le double épisode final de la saison 1 La Guerre des ombres ! (The Shadow War!). Elle semble alors beaucoup plus puissante et dangereuse et se distingue par la couleur verte de ses plumes. Son objectif est cette fois de se libérer du sou-fétiche dans lequel Picsou l'a enfermée 15 ans plus tôt, puis de se venger de lui. Cette fois, c'est Catherine Tate qui double la sorcière en anglais et Isabelle Desplantes en français,.
Miss Tick fait également une brève apparition dans la série Myster Mask, à l'occasion de l'épisode L'Affaire des doubles zéros (In Like Blunt),.

#### Filmographie
- 1987-1989 : La Bande à Picsou (DuckTales) (série télévisée)
- 1991-1992 : Myster Mask (Darkwing Duck) (série télévisée) (caméo)
- 2017-2021 : La Bande à Picsou (DuckTales) (série télévisée)

## Nom en différentes langues
- Allemagne : Gundel Gaukeley
- Arabie saoudite : الساحرة سونيا  (Assahira Swnyā)
- Canada : Magica De Spell
- Québec : Miss Tick
- Collectivité espérantophone : Mis Tika
- Danemark : Hexia de Trick
- Espagne : Mágica de Hechizo/Bruja Amelia (Comics)
- Finlande : Milla Magia
- France : Miss Tick
- Grèce : Μάτζικα ντε Σπέλ (Mátzika de Spél)
- Indonésie : Mimi Hitam
- Islande : Hexía De Trix
- Italie : Amelia
- Japon : マジカ デ スペル (Majika de Superu)
- Lituanie : Magika Keryčia
- Norvège : Magica fra Tryll
- Pays-Bas : Zwarte Magica
- Pologne : Magika de Czar
- Portugal : Maga Patalógika
- Australie/ États-Unis/ Royaume-Uni : Magica De Spell
- Russie : Магика де Гипноз [Magika de Gipneuse]
- Serbie : Мага Врачевић (Maga Vračević)
- Slovénie : Čarodejnica Magika
- Suède : Magica de Hex
- République tchèque : Magika von Čáry